# 云南省地震局
云南省地震局，是中国地震局和云南省人民政府双重领导，以中国地震局为主的事业单位。根据云南省人民政府授权，依法履行防震减灾主管机构的各项职责，承担本行政区域内防震减灾工作政府行政管理职能。

## 沿革
1965年，中国科学院地球物理所在昆明建立了西南工作站。其目的是为西南重大建设项目提供地震烈度评价意见。1966年，在中国科学院地球物理研究所西南工作站的基础上，成立了中国科学院昆明地球物理研究所，其主要任务是：研究四川，云南、贵州、西藏的地震活动性和西南建设中重要工矿区的地震烈度和场区烈度。1970年，以昆明地球物理研究所为基础，连同原地质部西南地震地质队和国家测绘总局第二测量大队两个单位的部分人员，成立了西南地震大队。1971年，昆明地震大队成立，下属的业务部门有：前兆队、综合队和地震仪器厂。
1975年11月10日，云南省革命委员会批准成立云南省地震局，由省科学技术委员会领导，同时撤销省地震办公室和昆明地震大队。为了加强全省地震工作，云南省革命委员会与国家地震局协商，1976年10月30日，决定将云南省地震局划为省革命委员会的办事机构，在业务上受国家地震局的统一管理，负责领导和管理全省地震工作。1983年，全国地震系统进行管理体制改革，实行国家地震局和云南省人民政府双重领导下，以国家地震局领导为主的管理体制。此后，进一步明确了云南省地震局是国家地震局下属的研究事业单位，云南省人民政府领导下主管全省防震减灾工作的职能机构。

## 机构
云南省地震局下辖：
- 办公室
- 人事教育处
- 发展与财务处
- 监测预报处
- 震害防御处
- 政策法规处
- 应急救援处
- 科学技术处
- 外事办公室
- 纪检监察审计处
- 直属机关党委办公室
- 离退休干部管理处
- 云南省灾害防御协会
- 地震预报研究中心
- 地震监测中心
- 防震减灾宣教中心
- 地震工程研究院
- 防灾研究所
- 滇西地震预报实验场
- 形变测量中心
- 地震应急保障中心
- 云南分中心